# Municipio de Clay (condado de Muskingum)
El municipio de Clay (en inglés: Clay Township) es un municipio ubicado en el condado de Muskingum en el estado estadounidense de Ohio. En el año 2010 tenía una población de 1078 habitantes y una densidad poblacional de 44,26 personas por km².

## Geografía
El municipio de Clay se encuentra ubicado en las coordenadas 39°47′49″N 82°2′37″O / 39.79694, -82.04361. Según la Oficina del Censo de los Estados Unidos, el municipio tiene una superficie total de 24.36 km², de la cual 24,34 km² corresponden a tierra firme y (0,09 %) 0,02 km² es agua.

## Demografía
Según el censo de 2010, había 1078 personas residiendo en el municipio de Clay. La densidad de población era de 44,26 hab./km². De los 1078 habitantes, el municipio de Clay estaba compuesto por el 97,68 % blancos, el 0,74 % eran afroamericanos, el 0,09 % eran amerindios, el 0,28 % eran asiáticos y el 1,21 % eran de una mezcla de razas. Del total de la población el 0,19 % eran hispanos o latinos de cualquier raza.